# Киселёв, Александр Дмитриевич
Александр Дмитриевич Киселёв (26 июля (7 августа) 1867 года, Харьков — 1926, Харьков) — русский учёный-правовед, специалист в области уголовно-правовых наук, профессор. Автор уголовных кодексов.

## Биография
Родился 26 июля (7 августа) 1867 года в Харькове. Отцом Александра был преподаватель медицинского факультета Императорского Харьковского университета доцент Дмитрий Иванович Киселёв.
После окончания в 1886 году с серебряной медалью Третьей Харьковской городской гимназии поступил на юридический факультет Харьковского императорского университета. Под руководстовм профессора Л. Е. Владимиров написал работу под названием «О клевете в печати и диффамации», которая был удостоена руководством факультета премии имени Сергея Зарудного. Окончив курс с отличием в 1890 году, в 1891 году был оставлен стипендиатом при университете для подготовки к профессорскому званию по кафедре уголовного права и уголовного судопроизводства. В это время, одновременно, отбывал воинскую повинность рядовым и прапорщиком запаса.
В 1894 году сдал магистерский экзамен, прочитал две пробные лекции и получил звание приват-доцента по кафедре уголовного права и судопроизводства Харьковского университета; в январе 1895 года стал читать обязательный курс. Осенью 1897 года получил двухлетнюю заграничную командировку с денежным содержанием от университета и министерства народного просвещения. За границей занимался изучением психологии у В. Вундта и уголовного права у К. Биндинга, а также у Ф. фон-Листа, в семинарии которого Киселёв прочитал доклад «О преступнике по трудам Достоевского». Спустя год вернулся в Харьков в связи с избранием его на, ставшую вакантной после смерти В. П. Даневского, кафедру уголовного права и судопроизводства, которую возглавлял вплоть 1917 года.
С осени 1898 года он преподавал все предметы уголовного права в Харьковском университете. Летом 1899 года за собственные средства осуществил поездку в Париж к Альфонсу Бертильону, где изучал метод идентификации преступников; посетил также Германию. В 1901 году напечатал свой труд «Личность, как объект карательного правоотношения» (Харьков: Печ. дело, 1901. Ч. 1. — VI, 266, [1] c.); в 1903 году переиздал его под новым названием «Психологическое основание уголовной ответственности» и защитил как магистерскую диссертацию в Киевском университете. С 19 марта 1904 года был назначен экстраординарным профессором Харьковского университета по кафедре уголовного права и судопроизводства.
Одними из учеников профессора Киселёва были будущие профессора Харьковского юридического института Мориц Гродзинский и Владимир Трахтеров
В феврале 1905 года был избран кандидатом в члены правления Харьковской общественной библиотеки, однако только один раз присутствовал на заседаниях правления.
В 1920 году возглавил кафедру уголовного права Харьковского института народного хозяйства которую продолжал возглавлять до 1925 или 1926 года
Умер в Харькове в 1926 году.